# Ciclonudista

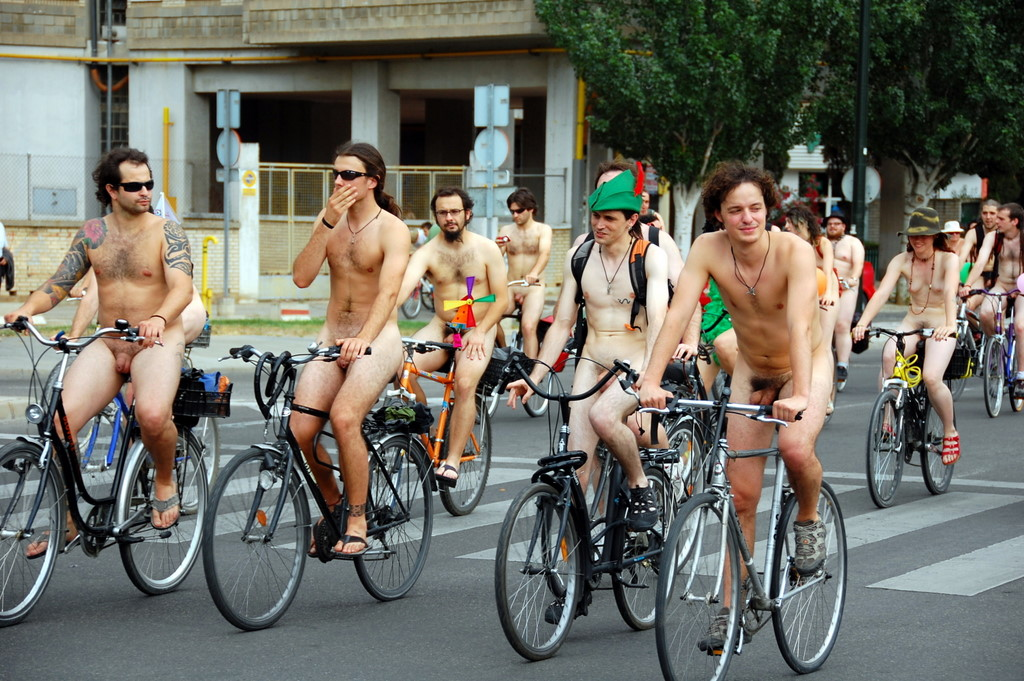
Ciclonudisti a Saragozza nel 2009

La Ciclonudista o World Naked Bike Ride (WNBR) è un evento internazionale di protesta pacifica e festosa sui temi della sicurezza stradale, dell'inquinamento e del risparmio energetico. Nata ufficialmente nel 2004, consiste in un raduno (massa critica) i cui partecipanti percorrono insieme le vie di grandi città del mondo in bicicletta, incoraggiati a farlo completamente nudi. La Ciclonudista si tiene a marzo nelle città dell'emisfero australe e a giugno in quelle dell'emisfero boreale, cioè rispettivamente alla fine e all'inizio dell'estate.

## Storia
La prima edizione dell'evento si tenne a Saragozza nel 2001, ma la Ciclonudista divenne ufficiale solo dal 2004, dopo che l'attivista canadese Conrad Schmidt, con la collaborazione del gruppo AFP/AAW (Artists for Peace/Artists Against War), ne ebbe organizzato un'edizione a Vancouver l'anno precedente.
Sotto l'acronimo WNBR la manifestazione si è presto diffusa: dalle originarie 28 città in 10 nazioni ed ha raggiunto in breve le 70 in 20; dati più aggiornati (2017) parlano di 120 città. Secondo gli organizzatori è in rapida crescita anche il numero dei partecipanti, calcolato in 1 500 unità per l'evento di Londra nel 2010, mentre a Portland dai 125 del 2004 si è giunti fino agli oltre 10 000 del 2014 e del 2015. Nel 2012 la Ciclonudista poteva già considerarsi la più grande manifestazione del mondo basata sul nudo di protesta.

## Finalità
Il movimento ciclonudista è decentralizzato e consente di organizzare eventi indipendenti nelle varie città; ciò implica anche l'esistenza di diverse interpretazioni della protesta; in generale però esso intende richiamare l'attenzione su questioni di sicurezza stradale dei ciclisti e al contempo su questioni ecologiche (mobilità sostenibile indipendente dai combustibili fossili). Per questo motivo il trasporto della bicicletta su veicoli a motore prima della partenza è generalmente considerato una gaffe. Uno degli slogan dell'evento consiste in un gioco di parole sul concetto di indecent exposure («esposizione indecente»), che negli ordinamenti di common law identifica un reato di oltraggio al pudore, ma che ai fini della protesta assume il significato di esposizione alle emissioni inquinanti del traffico.

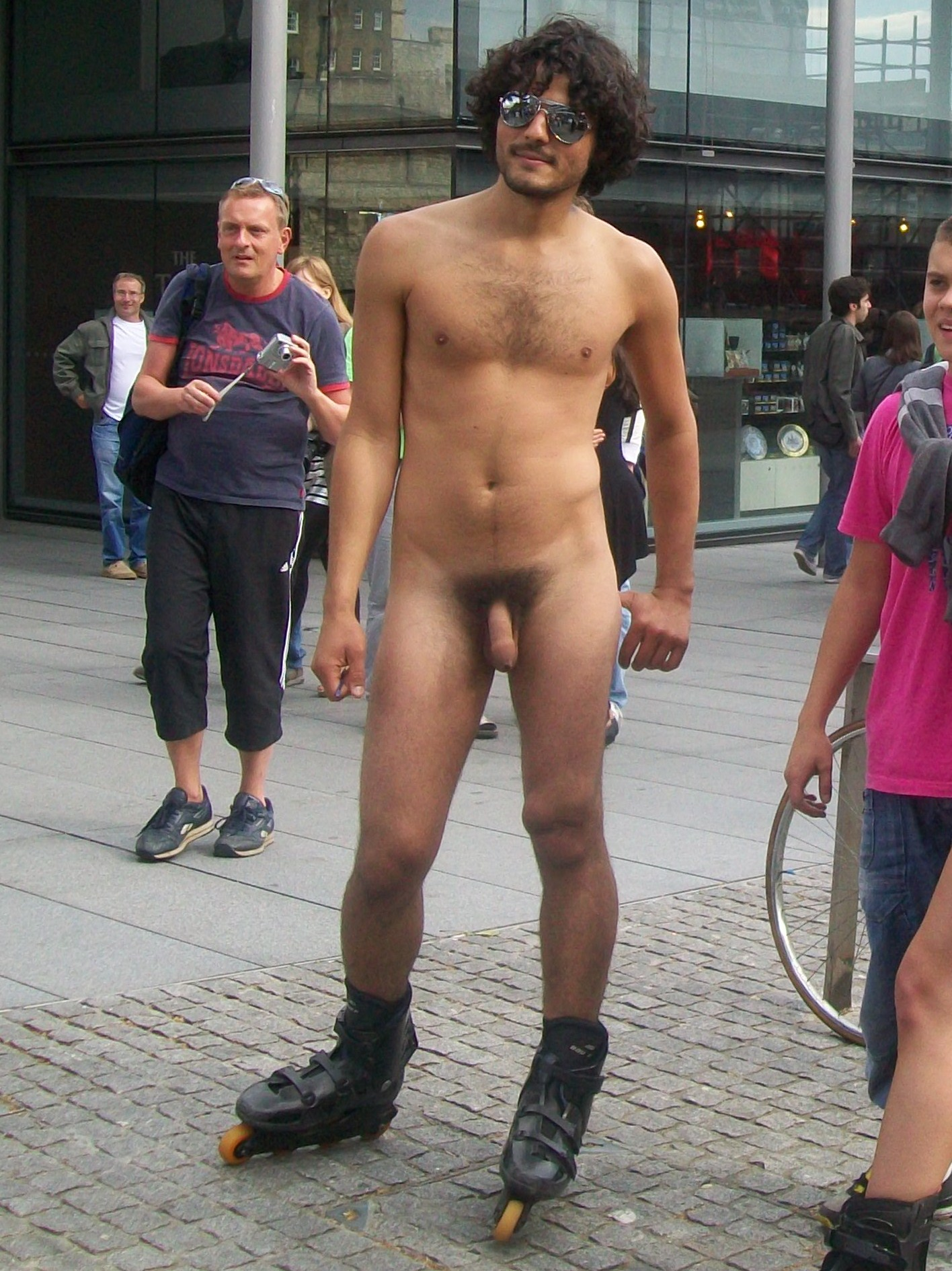
Un pattinatore totalmente nudo presso la Torre di Londra nel 2010

Altra finalità dichiarata dalla Ciclonudista è la promozione della coscienza del proprio corpo e in generale dell'adozione di uno stile di vita più sano. La manifestazione è del tutto libera da oneri economici, ma è possibile donare piccole somme di denaro per sostenerla.

## Modalità di partecipazione
Ogni tipo di bicicletta è ammesso. L'uso della bicicletta è prevalente ma non obbligatorio. Alcuni ciclonudisti preferiscono altri mezzi di trasporto, purché a propulsione umana, come lo skateboard, i pattini in linea, il monopattino; è praticato anche il semplice jogging. La logistica richiede di portare con sé vestiti, cibi e bevande, sconsigliando l'alcool per il pericolo di incidenti oltre che di multe e arresti.

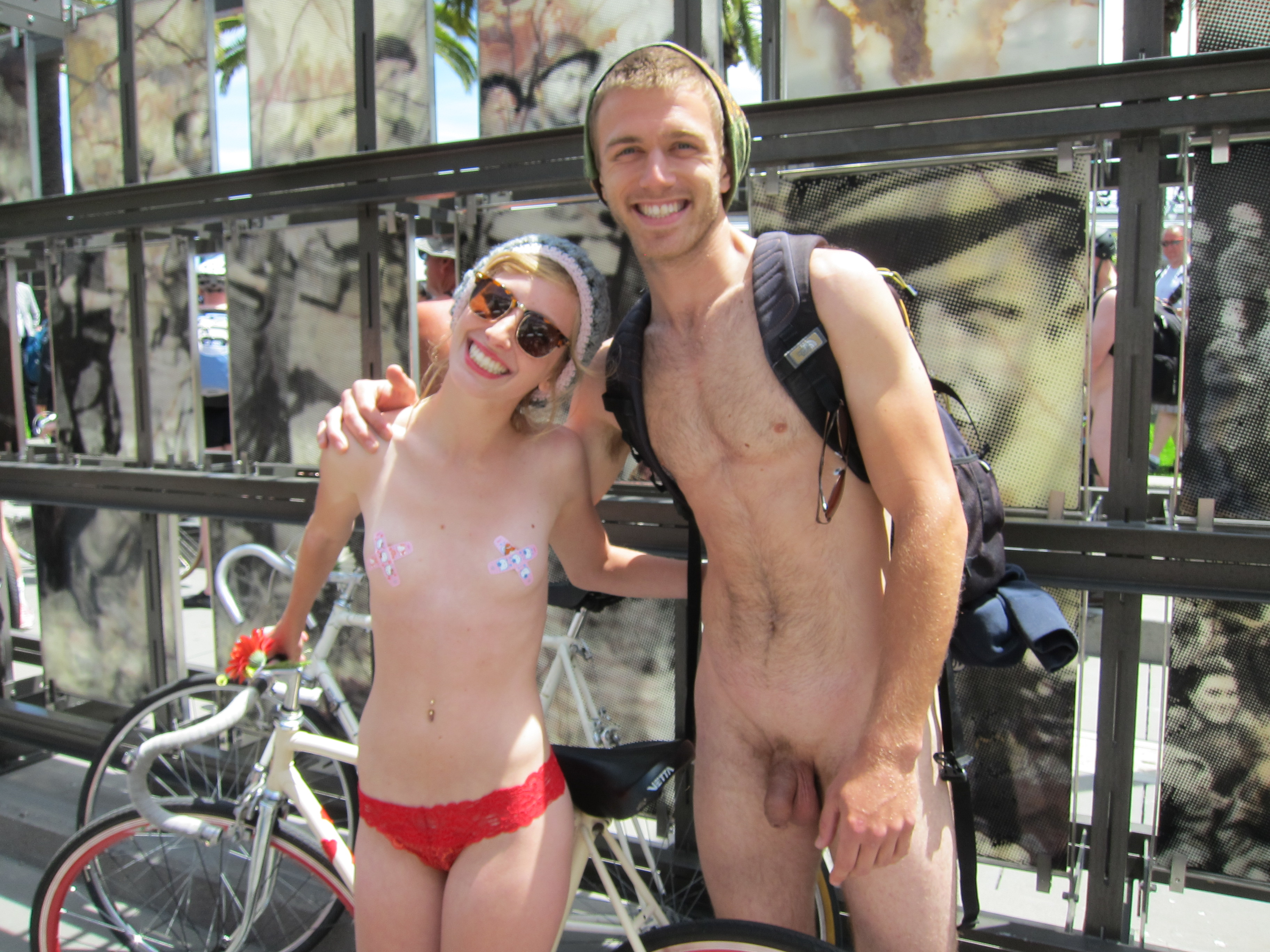
Un giovane nudo e una ragazza senza reggiseno in slip a San Francisco nel 2013

In conformità al motto della manifestazione, As bare as you dare («Più nudi che potete»), la nudità integrale non è obbligatoria né vietata. La Ciclonudista non incontra in genere l'opposizione aperta di autorità e forze dell'ordine, sebbene goda di tolleranza completa solo in poche nazioni come il Regno Unito. Altrove sono state anche elevate ammende, come a Chicago nel 2005, quando due uomini furono fermati e multati di 300 dollari. A Torino negli anni 2010 e 2012 la questura negò l'autorizzazione al nudo integrale e quasi tutti i partecipanti indossarono almeno gli slip; ad alcuni di essi, agenti in borghese lo intimarono personalmente. Il nudo integrale fu vietato anche nel 2011 a San Diego e a Ottawa, in quest'ultimo caso dietro minaccia di arresto.
La nudità non ha in ogni caso connotazione sessuale ed è intesa invece a sottolineare la vulnerabilità dei ciclisti come utenti della strada. Il voyeurismo è considerato condotta sconveniente e può essere sanzionato, come nel 2015 a Canterbury quando la polizia fermò alla partenza un uomo in evidente stato d'eccitazione.

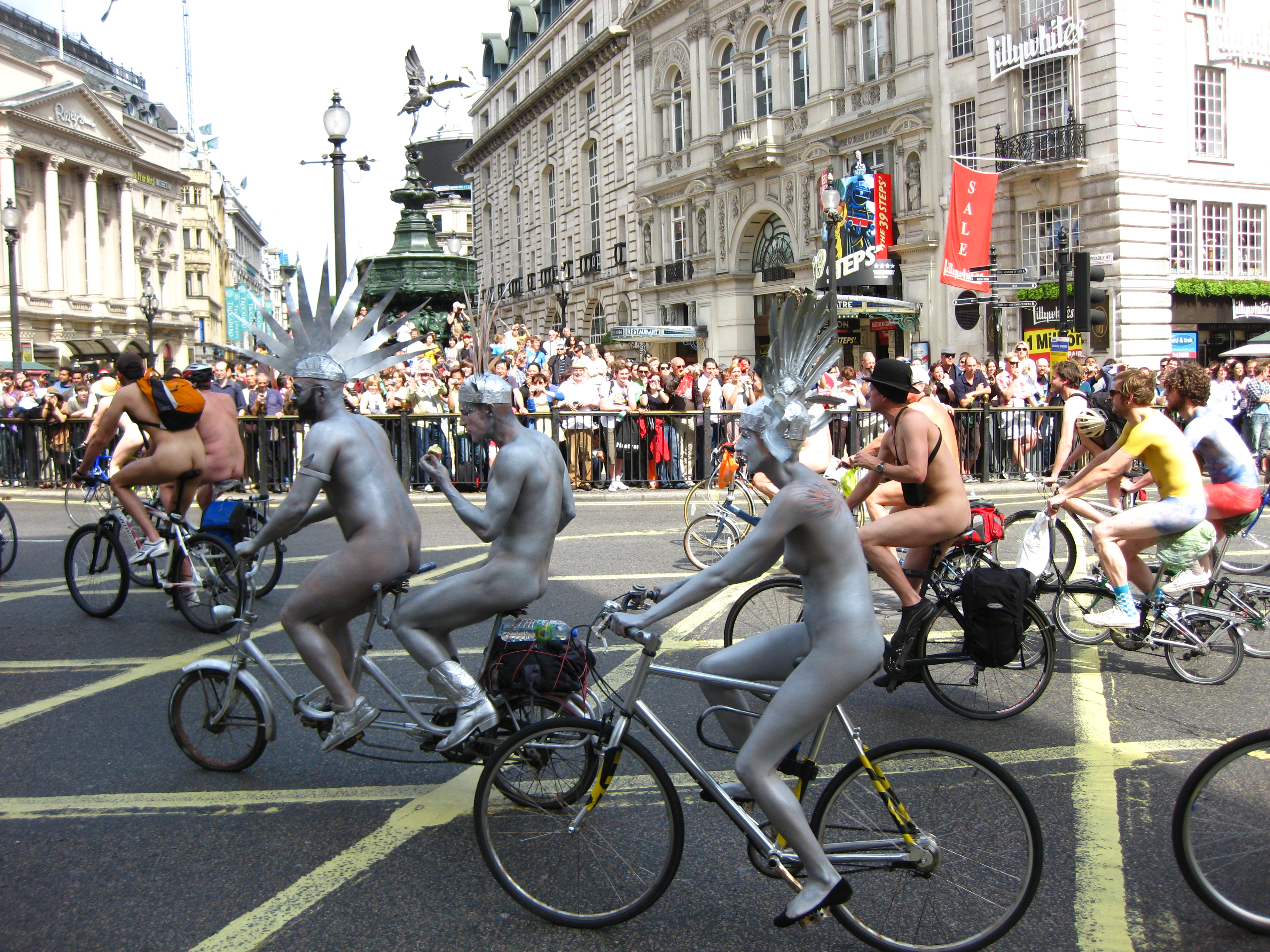
Body painting integrale di tre ciclonudisti a Londra nel 2009

Sebbene l'intento sia di protesta, la Ciclonudista si svolge in un clima giocoso e allegro, e incoraggia la creatività dei partecipanti, l'uso di maschere, biciclette decorate, megafoni e altri amplificatori, strumenti musicali. A rafforzare questo carattere sta poi la diffusa consuetudine dei ciclonudisti di ricorrere al body painting, praticato da artisti volontari.